# Novak Djokovic
Novak Djokovic (Belgrado, 22 mei 1987), ook gespeld als Novak Đoković (Servisch: Новак Ђоковић), is een Servisch professioneel tennisspeler. Sinds 2020 mag Djokovic de titel dragen van "Big Titles King", door 72 titels van de vier meest prestigieuze toernooicategorieën te hebben behaald.
Djokovic is met 24 overwinningen alleenrecordhouder wat betreft meeste grandslamtitels in het mannentennis, waarvan tien Australian Open-titels, zeven Wimbledon-titels, vier US Open-titels en drie Roland Garros-titels. Door het winnen van Roland Garros in 2016 werd hij de achtste speler in het mannentennis in de geschiedenis die een "Career Slam" behaalde en de derde speler die alle vier grandslamtoernooien opeenvolgend heeft gewonnen. Met zijn titel op Roland Garros in 2021 werd Djokovic de eerste tennisspeler in het "Open tijdperk" en de derde in totaal met een dubbele Career Slam. Door Roland Garros 2023 te winnen werd Djokovic de eerste en enige tennisspeler die ooit een drievoudige Career Slam behaalde. Djokovic speelde in een recordaantal van 37 grandslamfinales. 
Als ATP-speler eindigde Djokovic acht keer op de nummer 1-positie van de wereld en is daarmee recordhouder. Hij heeft gedurende een recordaantal van 428 weken op de nummer 1-positie van de ATP-ranglijst gestaan. Djokovic won ook zeven ATP Finals-titels, 40 ATP Tour Masters 1000-titels, vijftien ATP Tour 500-titels en twaalf ATP Tour 250-titels. 
In 2018 werd hij de eerste speler die een "Career Golden Masters" (het winnen van alle negen Masters 1000-toernooien) heeft behaald. In 2020 behaalde hij zelfs de dubbele Career Golden Masters, door alle negen Masters 1000-toernooien minimaal 2x te winnen.
Door de ITF (International Tennis Federation) is Djokovic acht keer uitgeroepen tot wereldkampioen en is daarmee ook recordhouder. Op 4 augustus 2024 slaagde Djokovic er in om als derde speler een "Career Golden Slam" te behalen door de gouden medaille te winnen bij de "Olympische Spelen" in Parijs, daarmee won hij de enige belangrijke titel die nog op zijn erelijst ontbrak. 
Met het nationale team van Servië won Djokovic de Davis Cup in 2010 en de ATP Cup in 2020. Hij heeft ook verschillende andere sportprijzen gewonnen, waaronder vijf keer de "Laureus World Sports Awards" voor sportman van het jaar. Djokovic is, gemeten naar het aantal gewonnen grandslamtitels en het aantal weken op de nummer 1-positie van de wereld, de succesvolste tennisspeler aller tijden.

## Loopbaan

### Jeugd
Djokovic begon met tennissen toen hij vier jaar oud was en op zijn twaalfde mocht hij naar de Nikola Pilić Academie voor tennis in München. Hierdoor spreekt hij naast Servisch en Engels ook vloeiend Duits.

### 2006

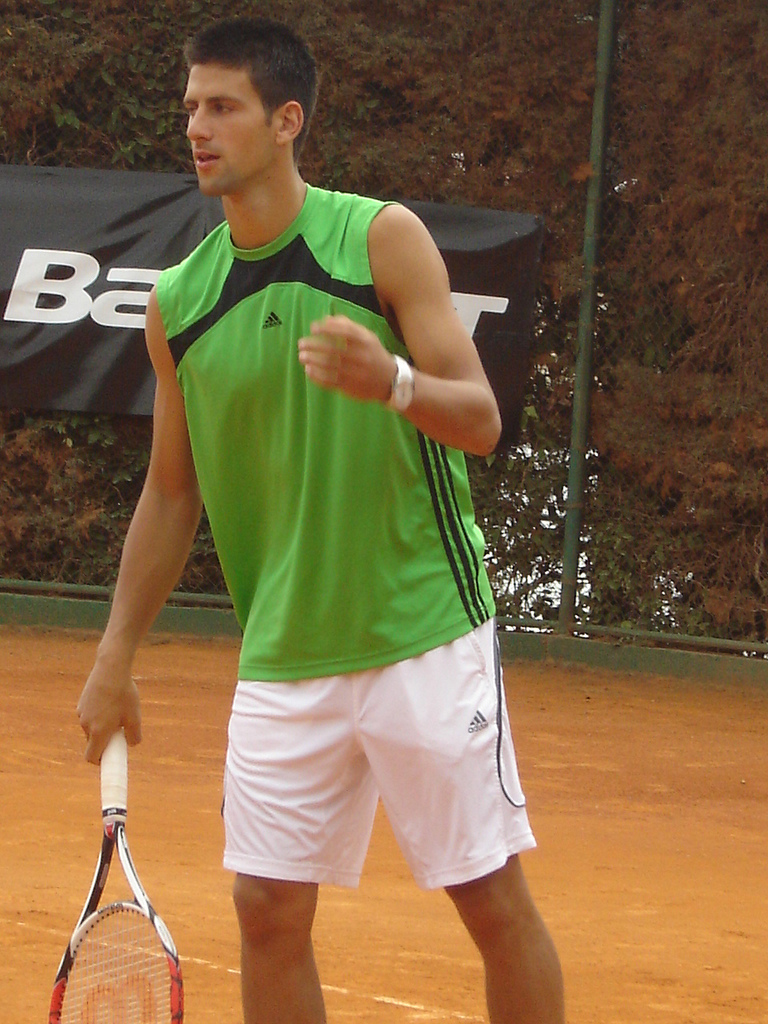
Djokovic in 2006

In 2006 steeg Djokovic door zijn grootse vorm op de ranglijst. Hij startte het jaar als 78e, maar mede door het bereiken van de kwartfinale op Roland Garros en de vierde ronde op Wimbledon, vond hij zichzelf terug in de top 40. Drie weken na het succes op Wimbledon won hij zijn eerste proftitel, in Amersfoort versloeg hij Nicolás Massú in de finale. Hij verloor geen enkele set in dit toernooi. Djokovic won zijn tweede titel in zijn carrière in Metz. Deze overwinningen brachten hem naar een plaats bij de beste 20 van de wereld. Tijdens het US Open kwam hij niet verder dan de derde ronde, daar werd hij uitgeschakeld door Lleyton Hewitt met 6-3, 6-1, 6-2.

### 2007
Djokovic behaalde zijn derde titel in Adelaide aan het begin van het nieuwe jaar. In de vierde ronde van het Australian Open kwam hij titelhouder Roger Federer tegen die hem uitschakelde. Op 1 april 2007 won hij zijn eerste ATP Masterstoernooi in Miami. Djokovic beste grandslamprestatie in 2007 was het bereiken van de halve finale in zowel Parijs (Roland Garros), als op Wimbledon, waar hij na een vijf uur durende wedstrijd won van de Cyprioot Marcos Baghdatis, maar in de halve finale tegen Nadal op moest geven, vanwege een rugblessure. In augustus wist Djokovic zijn tweede ATP Masters Series-toernooi, Montréal, te winnen. In het US Open haalde hij de finale, waar hij nipt verloor van titelverdediger Roger Federer.

### 2008
Zijn beste prestatie in Melbourne kwam in 2008. Op de nieuwe ondergrond van het Australische tennistoernooi was de Serviër onverslaanbaar. Hij versloeg onder andere Lleyton Hewitt, David Ferrer en topfavoriet Roger Federer. Jo-Wilfried Tsonga wist als ongeplaatste speler onder andere Rafael Nadal, Andy Murray, Richard Gasquet en Michail Joezjny naar huis te sturen. In de finale klopte Djokovic de Fransman in 4 sets met 4-6, 6-4, 6-3, 7-62. Hiermee won hij zijn eerste grandslamtitel. Op Wimbledon verloor Djokovic in de tweede ronde. Hierin moest hij in drie sets zijn meerdere erkennen in Marat Safin.

### 2010
Djokovic begon het seizoen 2010 met het behalen van de kwartfinale op het Australian Open, alwaar hij verloor van Jo-Wilfried Tsonga. Begin februari deed Djokovic mee aan het ATP-toernooi van Rotterdam. Hij behaalde de halve finale waarin hij verloor van Michail Joezjny. In maart speelde Djokovic twee Masters-toernooien. Op het ATP-toernooi van Indian Wells verloor hij in de vierde ronde van de latere winnaar Ivan Ljubičić en op het ATP-toernooi van Miami verloor hij al in de eerst ronde van de Belg Olivier Rochus. Op Roland Garros 2010 bereikte Djokovic de kwartfinale waarin hij verloor van Jürgen Melzer in een vijfsetter. Op Wimbledon haalde Djokovic de halve finale. Hij verloor van Tomáš Berdych met 3-6, 6-7 en 3-6. Op de US Open haalde Djokovic de finale waarin hij verloor van de nummer 1, Rafael Nadal, in vier sets: 6-4, 5-7, 6-4 en 6-2.
In 2010 won Djokovic samen met zijn landgenoten de Davis Cup, hij had een belangrijk aandeel in de overwinning door zeven enkelspelpartijen te winnen waaronder twee in de finale. De finale werd gewonnen met 3-2 van Frankrijk. Hij gaf aan dat de Daviscupoverwinning een belangrijke mentale ondersteuning was voor het machtsvertoon waartoe hij in 2011 in staat bleek.

### 2011
In 2011 was de dominantie van Djokovic zo groot, dat zijn seizoen meegenomen werd in discussies over de meest dominante tennisseizoenen ooit. Zo begon Djokovic het jaar met 41 winstpartijen op rij, slechts één minder dan John McEnroe in 1984. Hij won een recordaantal van vijf Masters series toernooien in één seizoen (Indian Wells, Miami, Madrid, Rome en de Canadian Open) en had op het eind van het jaar een balans van 10-1 tegen zijn grootste rivalen, Roger Federer en Rafael Nadal. Op 30-01-2011 won Djokovic voor de tweede keer in zijn loopbaan het Australian Open. In de finale versloeg hij Andy Murray in drie sets met 6-4, 6-2, 6-3. In de halve finale van Roland Garros maakte Roger Federer een einde aan de zegereeks van Djokovic in 2011 (41 wedstrijden ongeslagen). Federer won de wedstrijd in vier sets met 7-6, 6-3, 3-6, 7-6. Op 3 juli 2011 won de Serviër zijn eerste Wimbledontitel, door in de finale met 4-6, 1-6, 6-1 en 3-6, tweevoudig Wimbledon-winnaar (2008, 2010) Rafael Nadal, te verslaan. Met het bereiken van de finale verzekerde hij zich van de eerste plaats op de wereldranglijst per 4 juli 2011. Op het US Open leek Djokovic, net als in Parijs, te stranden in de halve finale tegen Roger Federer. Ondanks een achterstand van twee sets tegen nul en twee matchpoints voor Federer in de vijfde set wist de Serviër de wedstrijd toch te winnen. Het eerste matchpoint werd weggewerkt met een magistrale forehand, die in allerlei sportjaaroverzichten werd opgenomen. In de finale op 12-09-2011 versloeg hij vervolgens titelverdediger Rafael Nadal in vier sets, 6-2 6-4 6-7 6-1, en won daarmee zijn eerste titel op Flushing Meadows.

### 2012
Op het Australian Open veroverde Djokovic de titel. Hiermee schaarde hij zich in het gezelschap van Rod Laver, Pete Sampras, Roger Federer en Rafael Nadal als spelers die in het open tijdperk drie achtereenvolgende grandslamtitels wonnen. In de halve finale versloeg hij eerst Andy Murray in 4 uur en 50 minuten (6-3, 3-6, 6-7, 6-1, 7-5). De finale werd de langste grandslamfinale in het open tijdperk met 5 uur en 53 minuten. Rafael Nadal werd uiteindelijk verslagen met 5-7, 6-4, 6-2, 65-7, 7-5, waarmee Djokovic voor de zevende achtereenvolgende maal een finale van Nadal won. In maart won Djokovic het Masters-toernooi van Miami voor de derde maal (winst tegen Andy Murray in de finale), waarmee hij met elf Masters series-titels op gelijke hoogte kwam met Pete Sampras. In de finale van Monte Carlo verloor hij van Rafael Nadal (na zeven achtereenvolgende finale-overwinningen tegen hem): 3-6, 1-6. Op Roland Garros won hij, ondanks vier wedstrijdpunten tegen zich, van de thuisspelende Jo-Wilfried Tsonga in de kwartfinale. Na een zege op Roger Federer in de halve finale lukte het Djokovic in de finale niet om de derde speler in de geschiedenis te worden (en de eerste sinds Rod Laver in 1969) die alle vier grandslamtitels achter elkaar gewonnen heeft. Rafael Nadal was opnieuw de tegenstander, maar ditmaal won de Spanjaard: 4-6, 3-6, 6-2, 5-7. Op Wimbledon verloor Djokovic in de halve finale van Federer (3-6, 6-3, 4-6, 3-6). Doordat Federer vervolgens ook het toernooi won, verloor Djokovic na 53 weken de nummer 1-positie, aan de Zwitser. Djokovic kende een goed Noord-Amerikaans hardcourtseizoen. Hij pakte een derde titel op het ATP-toernooi van Montréal/Toronto en behaalde een finaleplaats op het ATP-toernooi van Cincinnati (verlies tegen Federer). Hij won en passant de (door de Olympische Zomerspelen gedevalueerde) US Open series, met flinke geldbonus. De US Open verliep tot aan de finale uitstekend voor Djokovic. Hij verloor tot aan de finale slechts een set, en stuurde in de kwartfinale een zeer sterk spelende Juan Martín del Potro toch in straight sets naar huis. In de finale van bijna vijf uur bleek Andy Murray in vijf sets uiteindelijk te sterk: 6-7 (10), 5-7, 6-2, 6-3, 2-6. Na een maand pauze won Djokovic het ATP-toernooi van Peking (finale tegen Tsonga, 7-6, 6-3) en het ATP-toernooi van Shanghai (finale tegen Murray, 5-7, 7-6 (11), 6-3). De winst tegen Murray was opvallend. Djokovic kwam in de tweede set terug van een 4-5, 0-30 achterstand en wist in de tiebreak ook nog vijf matchpoints weg te werken. Djokovic boekte zijn dertiende zege in een toernooi uit de Masters series en is de eerste speler die minimaal zeven van de negen huidige toernooien uit de reeks won.
Op 5 november werd Djokovic weer eerste. Djokovic sloot het jaar af met de winst op de World tour finals. Hij bleef ongeslagen in poulewedstrijden tegen Jo-Wilfried Tsonga (7-6, 6-3), Andy Murray (4-6, 6-3, 7-5) en Tomáš Berdych (6-2, 7-6). Vervolgens won hij de halve finale van Juan Martín del Potro (4-6, 6-3, 6-2) en ten slotte de finale van Roger Federer (7-6, 7-5). Djokovic sluit het jaar af met een balans van 75-12, bijna 10 miljoen euro aan prijzengeld en als nummer 1 van de wereld.

### 2013
Met zijn vierde winst op de Australian Open (en zijn derde achtereenvolgende titel, een unicum voor het open tijdperk) begon Djokovic het jaar goed. In de vierde ronde kroop hij nog in een enerverende wedstrijd van ruim 5 uur door het oog van de naald tegen de Zwitser Stanislas Wawrinka: 1-6, 7-5, 6-4, 6-7, 12-10. In de finale versloeg hij Andy Murray met 6-7, 7-6, 6-3, 6-2. Ook op het ATP-toernooi van Dubai was er winst. In de halve finale van de Indian Wells-masters verloor Djokovic na 22 wedstrijden weer een partij tegen Juan Martín del Potro: 6-4, 4-6, 4-6. Op de Miami-masters verloor hij vervolgens vrij kansloos van de Duitse veteraan Tommy Haas: 2-6, 4-6. Tijdens de Daviscupwedstrijd in en tegen de Verenigde Staten won Djokovic zijn beide enkelpartijen tegen Isner en Querrey, waardoor Servië de wedstrijd ook won, maar hield er zelf een enkelblessure aan over. Deze bleek echter niet al te ernstig en Djokovic kwam op de Monte Carlo masters zeer sterk terug. Na zich eerst nog wat moeizaam in het toernooi te hebben gespeeld, liet hij in de finale zijn allerbeste graveltennis zien en versloeg de achtvoudig titelverdediger Nadal: 6-2, 7-6. Op Roland Garros kwam Djokovic in de halve finale uit tegen Rafael Nadal. Nadal trok echter aan het langste eind en Djokovic verloor, na 4.37 uur, de heroïsche wedstrijd met 4-6, 6-3, 1-6, 7-6, 7-9, waarna Nadal het toernooi voor de achtste keer in negen jaar won. Op Wimbledon kwam hij met uitstekend spel en zonder setverlies in de halve finale. Hierin was hij in ruim 4,5 uur te sterk voor de Argentijn Juan Martín del Potro: 7-5, 4-6, 7-6, 6-7, 6-3. De wedstrijd was niet alleen de langste halve finale in de geschiedenis van Wimbledon, maar werd ook gezien als een wedstrijd van een ongekend hoog niveau en een van de mooiste in de geschiedenis. In de finale moest hij het onderspit delven tegen Murray: 4-6, 5-7, 4-6. Djokovic verloor op de Masterstoernooien van Montréal en Cincinnati voortijdig. In Montréal in de halve finale van Nadal (4-6, 6-3, 6-7) en in Cincinnati in de kwartfinale van John Isner (6-7, 6-3, 5-7). Op de US Open bereikte hij voor de veertiende maal op rij de halve finale van een grandslamtoernooi. Hij won hierin in vijf sets moeizaam van Wawrinka. Vervolgens speelde hij zijn twaalfde grandslamfinale en verloor voor de zesde maal, opnieuw van Nadal: 2-6, 6-3, 4-6, 1-6. In oktober verloor hij op het toernooi van Peking de nummer 1-positie van Nadal, maar vond enige troost in een overwinning in de finale op de Spanjaard: 6-3, 6-4. Djokovic won op 13 oktober het Masterstoernooi van Shanghai. In de finale versloeg hij Del Potro in drie sets (6-1 3-6 7-6). Daarna schreef hij een week later ook het Masterstoernooi van Parijs op zijn naam. Dit keer werd de Spanjaard David Ferrer in de finale verslagen. Ook was er tijdens het Masterstoernooi van Parijs een grote naam aanwezig in het publiek. Djokovic had de stervoetballer van Paris Saint Germain de baan opgeroepen nadat hij een dag eerder Roger Federer in de halve finale had verslagen. Dit tot grote vreugde van het publiek. Zlatan Ibrahimovic en Novak Djokovic wisselden een paar slagen uit en schoten een paar ballen met de voet naar elkaar toe. Een week na het Masterstoernooi van Parijs schreef Djokovic ook de ATP World Tour Finals (het officieuze WK) op zijn naam door Rafael Nadal kansloos te laten in de finale (6-3, 6-4).

### 2014
Djokovic wees Boris Becker aan als hoofdcoach. Op het Australian Open verloor hij in de kwartfinale, na de eerste vier ronden probleemloos te zijn doorgekomen, van de Zwitser Wawrinka: 6-2, 3-6. 2-6, 6-3, 7-9. Met de nederlaag (op de Australian en US Open van 2013 was hij nog in vijf sets tegen Wawrinka ontsnapt) kwam er een eind aan een aantal zegereeksen van de Serviër: hij was 28 wedstrijden op rij ongeslagen, 25 wedstrijden op rij ongeslagen op de Australian Open, veertien wedstrijden op rij ongeslagen tegen Wawrinka en had in veertien opeenvolgende Grandslamtoernooien minimaal de halve finale bereikt. In het voorjaar werd Djokovic de enige speler naast Federer die de dubbel Indian Wells-Miami voor een tweede keer wist te veroveren. In de finale van Indian Wells versloeg hij Federer na een achterstand met 3-6, 6-3, 7-6 en in de finale van Miami boekte hij voor de derde maal op rij een relatief eenvoudige zege op Nadal: 6-3, 6-3. Met zijn zeventiende en achttiende Masters series-titel passeerde hij bovendien Andre Agassi. Tijdens de Masters van Monte Carlo raakte Djokovic geblesseerd aan zijn pols in de halve finale. Hij verloor de partij en trok zich vervolgens terug van de Madrid Masters. Op de Rome masters was hij wel weer aanwezig en won de finale van Nadal: 4-6, 6-3, 6-3. Dezelfde Nadal kwam hij weer tegen op Roland Garros, in de finale verloor hij met 6-3, 5-7, 3-6, 4-6. Weer voorkwam Nadal daarmee dus dat de droom van een 'career slam' in Parijs voor Djokovic uitkwam. Op Wimbledon drong Djokovic (na een lange viersetter tegen de Bulgaar Grigor Dimitrov in de halve finale overleefd te hebben) door tot de finale. In een klassieker versloeg de Serviër daarin Roger Federer, die zijn negende Wimbledonfinale speelde. Het werd 6-7, 6-4, 7-6, 5-7, 6-4 in wedstrijd van zeer hoog niveau. Djokovic toonde veerkracht door, nadat Federer een 5-2 achterstand in de vierde set had omgebogen naar setwinst, toch nog de winst uit het vuur te slepen. Met de overwinning werd Djokovic weer de nummer 1. Tijdens het Noord-Amerikaanse hardcourtseizoen won Djokovic geen titels, in de halve finale van het US Open verloor hij van Kei Nishikori. Na de US Open won Djokovic de titel in Beijing, met winst in de finale op Tomáš Berdych. Op de Shanghai masters verloor hij de halve finale van Federer. Hierna werd hij vader en dit leek hem te inspireren bij de laatste toernooien van het jaar. Hij won het Masters toernooi van Parijs (zijn 20ste Masters series-titel) met een zege in de finale op Miloš Raonić. Op de ATP World Tour Finals won hij zijn vierde titel en evenaarde hij het record van Ivan Lendl en Ilie Năstase met drie opeenvolgende titels. Voor de finale trok Federer zich terug. Indoor was Djokovic na het toernooi 31 wedstrijden op rij ongeslagen. Djokovic sloot 2014 af als nummer 1.

### 2015
In januari won Djokovic zijn achtste grandslamtitel en zijn vijfde Australian Open. Dat laatste is een record voor het open tijdperk. Djokovic speelde in februari in Dubai het 500 ATP Toernooi, waar hij de finale bereikte en van Roger Federer verloor. De kans op een revanche op Federer kwam snel, aangezien ze in maart beiden de finale van het ATP Masters 1000 toernooi in Indian Wells haalden. Hier won Djokovic in twee sets. In de finale van het ATP Masters 1000 toernooi in Miami won hij in twee sets van Andy Murray. Hiermee werd Djokovic de eerste speler die het drie maal lukte om de titels van Indian Wells en Miami in één seizoen te winnen. In Monte Carlo versloeg Djokovic Rafael Nadal in de halve eindstrijd en hij was in de finale te sterk voor Tomáš Berdych. Hij werd met deze winst de eerste speler in de geschiedenis die de eerste drie ATP Masters 1000 toernooien van het seizoen op zijn naam schreef. Hij trok zich terug van de Madrid masters, maar veroverde vervolgens voor de vierde maal de titel in Rome. In de finale versloeg hij Federer, waarmee hij de leiding nam op de Zwitser op het gebied van gewonnen Masters-toernooien (24 om 23). Djokovic zette zijn goede vorm voort op Roland Garros. In de kwartfinales versloeg hij Rafael Nadal, voor het eerst in zeven wedstrijden op het Franse gravel. In de halve finale versloeg hij Murray in vijf sets. In de finale schoot Djokovic echter tekort, hij verloor in vier sets van Stanislas Wawrinka, die naar eigen zeggen de wedstrijd van zijn leven speelde. Daarmee zag Djokovic voor de derde maal een kans op de career slam in rook opgaan. Vijf weken later lukte het hem wel om de grandslamtitel van Wimbledon (voor de derde keer) te winnen. Hij versloeg in de finale Roger Federer met 7-6, 6-7, 6-4 en 6-3. Djokovic verloor in de twee Masters-toernooien in aanloop van de US Open telkens in de finale: in Montréal was Andy Murray te sterk in 3 sets. In Cincinnati won Federer in 2 sets. Niettemin won hij vervolgens zijn 2e US Open-titel en tevens tiende grandslamtitel. In de halve finale gunde hij de verdedigend kampioen Marin Čilić drie games. In de finale versloeg hij Federer. De Serviër versloeg de Zwitser in vier sets: 6-4, 5-7, 6-4 en 6-4. Djokovic won voor de tweede maal drie grandslamtoernooien in een seizoen en was (na Rod Laver en Federer) de derde speler die in één kalenderjaar in alle grandslamfinales stond. Met zijn US Open-titel verzekerde Djokovic zich van de nummer 1-ranking aan het eind van 2015. Met zijn resultaten had hij tevens het ATP puntenrecord gebroken, dat door Roger Federer in 2006 op (omgerekend naar de hier geldende puntentelling) 15.745 was gezet. Voor de ranglijst van 14 september 2015 had de Serviër 16.145 punten verzameld. Vervolgens won Djokovic de toernooien van Peking (winst in de finale op Nadal) en de Shanghai Masters (winst in de finale op Tsonga). Beide toernooien won hij zonder setverlies. Daardoor kwam hij op 16.785 punten, met een recordaantal punten voorsprong (8.035) op nummer 2 Andy Murray. Vervolgens won hij voor de vierde keer de Masters van Parijs (winst in de finale op Murray, 6-2, 6-4). Hij brak daarmee het record dat hij deelde met Boris Becker en Marat Safin. Daarnaast was hij de eerste die zes Masters-titels in één jaar won en die in één jaar in acht finales stond. Hij sloot het seizoen af met winst op de ATP World Tour Finals. Hij versloeg in de groepsfase Nishikori en Berdych, maar werd door Federer verslagen. In de halve finales versloeg hij Nadal. In de finale speelde hij opnieuw tegen Federer en won met 6-3, 6-4.
Statistisch gezien was 2015 zijn beste seizoen in zijn carrière en een van de beste seizoenen van een tennisser in het open tijdperk. Naast al eerder genoemde wapenfeiten, sloot hij het jaar af met een balans van 82 overwinningen en zes nederlagen (93,18 %). Djokovic won elf titels, stond in vijftien opeenvolgende finales en boekte een recordaantal van 31 overwinningen op top-10-spelers. Hij was de eerste speler die in één seizoen meer dan $ 20 miljoen aan prijzengeld won op de ATP Tour.

### 2016
Djokovic begon het jaar met winst op het toernooi van Doha. Vervolgens won hij voor de zesde maal de Australian Open, een record voor het open tijdperk. Daarbij versloeg hij Federer in vier sets in de halve finales en Murray in straight sets in de finale. Met een ooginfectie moest hij zich terugtrekken tijdens het toernooi van Dubai. Vervolgens won hij voor de vijfde maal het Masterstoernooi van Indian Wells en voor de zesde maal het toernooi van Key Biscayne. Dat laatste was een evenaring van het record dat hij nu deelt met Andre Agassi. In Miami werd Djokovic de speler met het meeste prijzengeld ooit, hij passeerde Federer. In Monte Carlo verloor hij snel, maar hij kwam terug in Madrid door de titel te pakken door Murray in de finale te verslaan. Het was zijn 29e Masterstitel, een record. In de finale van Rome nam Murray revanche. Op Roland Garros, het grandslamtoernooi dat Djokovic nog nooit had gewonnen, drong hij zonder veel problemen door naar de finale. Daar kwam hij voor de zevende maal in een grandslamfinale tegenover Murray te staan. Djokovic voltooide het career slam door Murray in vier sets te verslaan. Hij was de achtste speler ooit die dat lukte. Na Don Budge en Rod Laver was hij de derde speler ooit die gelijktijdig in het bezit was van de vier grandslamtitels. En passant was Djokovic na Roland Garros de eerste speler die de grens van 100 miljoen dollar prijzengeld brak, en verbeterde hij zijn eigen puntenrecord op de ATP Rankings: 16.950. Djokovic werd op Wimbledon verrassend uitgeschakeld door Sam Querrey, 6-7, 1-6, 6-3 en 6-7. Deze wedstrijd werd vanwege de regen in twee dagen uitgespeeld. De wedstrijd werd direct na de tweede set stilgelegd, Djokovic begon de volgende dag in de derde set goed, maar moest uiteindelijk zijn meerdere erkennen in Querrey, die de vierde set won in een tiebreak. Dit was zijn eerste grandslamnederlaag sinds de verloren finale van Roland Garros 2015 tegen Stanislas Wawrinka. Eind juli was Djokovic de eerste speler die het Masterstoernooi van Canada voor een vierde keer won. Hij won het toernooi zonder setverlies. Djokovic haalde de finale van de US Open en deze verloor hij met 7-6(1) 4-6 5-7 3-6 van Stanislas Wawrinka. Na de US Open speelde hij ruim twee maanden geen toernooi meer, terwijl Andy Murray toernooi na toernooi won en zodoende steeds dichterbij Djokovic kwam op de wereldranglijst. Djokovic verloor bij het Masterstoernooi van Parijs zijn nummer 1-positie aan Andy Murray. Djokovic was er op gebrand om tijdens de ATP World Tour Finals de nummer 1-positie terug te pakken maar in de finale verloor hij van Andy Murray en sloot daardoor het jaar 2016 af als nummer 2 van de wereld. Bij winst zou hij 2016 als eerste zijn geëindigd. Begin december besloot Djokovic de samenwerking met Boris Becker stop te zetten.

### 2017
2017 was voor Djokovic een jaar van terugval. Voor het eerst sinds 2009 stond hij in geen enkele grandslamfinale. Daarnaast worstelde hij met o.a. een elleboogblessure en motivatieproblemen. Djokovic begon 2017 nog goed met consolidatie van zijn titel in Doha. In een spannende finale won hij in drie sets van Murray, die in de tweede set drie matchpoints had overleefd: 6-3, 5-7 en 6-4. In de halve finale was Djokovic nog ontsnapt toen de Spanjaard Fernando Verdasco vijf matchpoints tegen hem liet liggen. Op het Australian Open was Djokovic voor het eerst sinds 2014 weer als tweede geplaatst voor het eerste grandslamtoernooi van het jaar. In de eerste ronde won hij in drie sets van Fernando Verdasco maar in de tweede ronde verloor de titelverdediger van Denis Istomin, 7-6, 5-7, 2-6, 7-6 en 6-4. Een grote sensatie want Istomin stond op dat moment op plek 117 op de wereldranglijst. Djokovic bleef kwakkelen - hoewel hij nog één toernooi won (dat van Eastbourne) - en zijn elleboogblessure hield hem na Wimbledon de rest van het jaar aan de kant.

### 2018
Bij zijn terugkeer op de baan op de Australian Open speelde hij met een aangepaste servicebeweging om zijn elleboog te ontlasten. Een nederlaag tegen Chung Hyeon in de vierde ronde en (alsnog) een chirurgische ingreep in februari maakten duidelijk dat hij nog altijd niet de oude was. Op zijn eerste toernooien na deze ingreep boekte hij nog matige resultaten. Maar langzaam werden zijn spel en resultaten beter. Zo bereikte hij de halve finales in Rome (verlies tegen Nadal) en de kwartfinale op Roland Garros (een verrassende nederlaag tegen de underdog Marco Cecchinato). Vervolgens bereikte hij de finale op het grastoernooi van Queen's (verlies tegen Marin Cilic in een lange driesetter). Op Wimbledon won Djokovic voor het eerst in ruim twee jaar weer een grandslamtoernooi. De halve finale is een thriller van hoog niveau tegen Nadal (6-4, 3-6, 7-6, 3-6, 10-8). In de finale verslaat hij Kevin Anderson in drie sets. Djokovic wint vervolgens het toernooi van Cincinnati door in de finale Roger Federer te verslaan. Dit na vijf eerder verloren finales op het toernooi. Hiermee is hij de eerste speler die de zogenaamde Career Golden Masters behaalt, het winnen van alle negen masterstoernooien. Hierbij moet wel als kanttekening gemaakt worden dat de masterstoernooien in hun huidige vorm sinds 1990 bestaan. Ivan Lendl had in de jaren '80 het equivalent al bereikt. Ook het US Open won Djokovic. Met zijn veertiende grandslamtitel kwam hij op gelijke hoogte met Pete Sampras. Djokovic verloor slechts twee sets tijdens dit toernooi en won in de finale van Juan Martín del Potro. Zijn resultaten in de zomer brachten hem terug in de top 3 van de ranglijst. Na het US Open won Djokovic voor de vierde maal het masterstoernooi van Shanghai. Tevens bereikte hij nog finales in Parijs en op de World Tour Finals. De eindsprint was ruim voldoende om voor de vijfde keer een jaar als nummer 1 af te sluiten, nummer 2 Nadal speelde na het US Open door blessures geen partij meer.

### 2019
Djokovic begon het jaar uitstekend met zijn zevende Australian Open-titel, een record bij de heren. In wat hij zelf zijn beste grandslamfinale noemde, versloeg hij rivaal Nadal in drie sets en met het verlies van slechts acht games. Een andere opvallende statistiek was dat hij, na 2011-12 en 2015-16, daarmee de eerste herentennisser werd die drie maal achtereen minimaal drie grandslamtoernooien op rij won. Op Wimbledon won hij zijn vijfde titel door in de finale Roger Federer in vijf sets te verslaan via een tiebreak in de beslissende set.  

### 2020
Djokovic kwam in juni 2020 negatief in het nieuws. Hij testte positief op Covid-19 na deelname aan de door hem mede georganiseerde Adria Tour, waar de coronaregels niet werden opgevolgd. In september 2020 werd hij op de US Open uitgesloten in de vierde ronde. Hij had uit frustratie een bal weggeslagen en daarbij per ongeluk een lijnrechter geraakt. Een maand later verloor hij in de finale van Roland Garros met 0-3 van Rafael Nadal, de nummer 2 van de wereld.

### 2021
In 2021 won Djokovic de eerste drie grandslamtoernooien van het jaar. Op de Australian Open versloeg hij de Rus Daniil Medvedev in drie sets. Tijdens de finale van Roland Garros kwam hij terug van twee sets achterstand tegen de Griek Stéfanos Tsitsipás, in de finale van Wimbledon won hij van de Italiaan Matteo Berrettini in vier sets. Djokovic verloor de finale van de US Open van Medvedev, hij kon de eerste man worden sinds de Australiër Rod Laver in 1969 die alle vier de grandslamtoernooien in hetzelfde kalenderjaar won.

### 2022
Djokovic, negenvoudig kampioen van de Australian Open, was een van "een handjevol" spelers en staf die van Tennis Australia en het Departement voor Gezondheid van de staat Victoria een uitzondering kregen voor de verplichte vaccinatie tegen COVID-19 voor de Australian Open van 2022. Hij reisde naar Melbourne op 5 januari, maar werd vastgehouden door de Australian Border Force omdat hij niet voldeed aan de vereisten voor niet-gevaccineerde reizigers. Zijn visum werd geannuleerd en hij verbleef meerdere dagen in een hotel voor immigranten in afwachting van een uitspraak van de rechter. Later werd bekend dat Djokovic in december 2021 positief getest was voor COVID-19, dit werd gebruikt om een uitzondering te verkrijgen. Naar aanleiding van zijn geannuleerde visum spande Djokovic een rechtszaak aan tegen de Australische regering en won. Rechter Anthony Kelly oordeelde namelijk dat de Australische regering onredelijk had gehandeld en dat Djokovic “niet meer had kunnen doen dan hij heeft gedaan” wat betreft het correct uitvoeren van zijn visumaanvraag. Hij mocht daarom toch blijven. Echter, de Australische immigratiewet voorziet dat de Australische minister voor Immigratie het recht behoudt om in bepaalde gevallen alsnog een visumaanvraag in te trekken, waarmee de uitspraak van de rechter kan worden genegeerd. Dat gebeurde uiteindelijk ook.
Op 14 januari 2022 besliste Alex Hawke, de Australische minister voor Immigratie, om Djokovic' visum te annuleren, op grond van "gezondheidsredenen en goede orde, in het algemeen belang".
Djokovic ging in beroep, maar drie rechters van het Federaal Gerecht van Australië verwierpen dit op 16 januari, waardoor hij uitgesloten werd van de Australian Open.
Aan de twee volgende grandslam toernooien dat jaar nam Djokovic wel deel. Op Roland Garros verloor hij in de kwartfinale van de latere winnaar Rafael Nadal. Een maand later prolongeerde hij Wimbledon zijn titel door de Australiër Nick Kyrgios te verslaan in de finale met 4-6, 6-3, 6-4, 7-6(3).
Door de keuze om zich niet te laten vaccineren, kon hij door een inreisverbod voor niet-gevaccineerden niet deelnemen aan de toernooien in Amerika, waaronder Indian Wells en het laatste grandslam toernooi van het jaar, de US Open.
Tijdens het eindejaarstoernooi, de ATP Finals, won Djokovic in de groepsfase zijn drie wedstrijden tegen Andrey Rublev, Stéfanos Tsitsipás en Daniil Medvedev. In de halve finale won hij van de Amerikaan Taylor Fritz en in de finale versloeg hij de Noor Casper Ruud. Met zijn overwinning kwam hij op gelijke hoogte te staan met recordhouder Roger Federer, die het toernooi zes keer won. 

### 2023
In 2023 won Djokovic voor de tiende keer in zijn carrière de Australian Open, door in de finale Stéfanos Tsitsipás te verslaan. Dit was tevens zijn 22e grandslamtitel, waardoor hij op gelijke hoogte kwam met recordhouder Rafael Nadal.
Ook het volgende grandslamtoernooi van dat jaar werd gewonnen door Djokovic. Op Roland Garros versloeg hij in de finale de Noor Casper Ruud. Met zijn winst in Parijs werd hij de eerste mannelijke tennisser die een triple career grandslam behaalde (alle grandslamtoernooien minstens 3x gewonnen). Ook werd hij met 23 grandslamtitels mannelijke recordhouder van de meeste gewonnen grandslamtoernooien. Een record dat hij verder aanscherpte door in september ook de US Open te winnen. Op Wimbledon behaalde hij ook de finale, hier verloor hij van Carlos Alcaraz. 
Door het nog steeds geldende inreisverbod voor niet-gevaccineerden kon Djokovic in maart niet deelnemen aan de toernooien van Indian Wells en Miami. 
In november nam hij deel aan de ATP Finals in Milaan, waar hij in de finale won van de Italiaan Jannik Sinner. Het was de zevende keer dat hij het toernooi won en daarmee is Djokovic recordhouder. Diezelfde maand werd Djokovic de eerste tennisspeler die 400 weken op nummer 1 stond. Tevens sloot hij het jaar voor de achtste keer af als nummer 1 en is daarmee recordhouder.

### 2024
In 2024 slaagde Djokovic er niet in zijn titel te prolongeren op de Australian Open. Hij verloor in de halve finale van de latere toernooiwinnaar Jannik Sinner. Ook in de daarop volgende maanden wist hij geen toernooi te winnen. Tijdens Roland Garros liep Djokovic een scheurtje in zijn meniscus op tijdens zijn vierde ronde partij tegen Francisco Cerúndolo. Door deze blessure trok hij zich terug uit het toernooi en verloor daardoor de nummer 1 positie aan de Italiaan Jannik Sinner. Djokovic maakte zijn comeback op Wimbledon, waar hij meteen de finale haalde die hij verloor van Carlos Alcaraz.
Tijdens de Olympische Spelen in Parijs won Djokovic zijn eerste gouden olympische medaille, na in 2008 al eens de bronzen medaille te hebben gewonnen. In de tweede ronde lootte hij zijn rivaal Rafael Nadal. Djokovic won de strijd in 6-1, 6-4. Op zijn weg naar de finale versloeg hij verder o.a. Dominik Koepfer, Stéfanos Tsitsipás en Lorenzo Musetti.  Djokovic bereikte de finale zonder setverlies en ook de finale, tegen Carlos Alcaraz, won hij in straight sets. Met zijn winst is Djokovic de oudste tennisser in het enkelspel die een gouden medaille heeft gewonnen.
Op het US Open vestigde Djokovic een nieuw record. Na zijn winst in de tweede ronde werd hij de eerste speler die meer dan 90 overwinningen op zijn naam heeft op elk van de vier grandslamtoernooien. In de derde ronde werd hij uitgeschakeld door Alexei Popyrin. Later dat jaar bereikte Djokovic de finale van het masters 1000-toernooi in Shanghai waar hij verloor van Jannik Sinner.
Na Shanghai kwam hij niet meer in actie. Hij kwalificeerde zich nog wel voor de ATP Finals, het eindejaarstoernooi, maar trok zich nog voor de start terug vanwege een blessure.
In november maakte Djokovic bekend dat Andy Murray hem als coach zal begeleiden tijdens de Australian Open en de aanloop daarnaartoe. Murray nam enkele maanden eerder afscheid van het proftennis.

### 2025
Djokovic begon het jaar in Brisbane en behaalde daar de kwartfinale die hij verloor van Reilly Opelka. Hierna reisde hij af naar Melbourne voor de Australian Open. Hij behaalde de halve finales, die hij speelde tegen Zverev. Door een bovenbeenblessure, opgelopen tijdens de kwartfinale tegen Alcaraz, gaf hij na de eerste set op. 
Op het ATP-toernooi van Genève won Djokovic zijn honderdste titel. Hij is de derde man, naast Jimmy Connors (109) en Roger Federer (103), die dit resultaat behaalde.

## Prijzen en onderscheidingen
- 2006 en 2007 - ATP Most Improved Player (ATP Meest verbeterde speler)
- 2011, 2012, 2014, 2015, 2018, 2020, en 2021 - ATP Player of the Year (ATP Speler van het jaar)
- 2012, 2015, 2016, 2019 en 2024 - Laureus World Sportsman of the Year (Laureus Wereld Sportman van het jaar)

## Palmares
Djokovic heeft 100 titels in het enkelspel en 1 in het dubbelspel gewonnen. Op de ranglijst van hoogste aantal "ATP-titels" in het enkelspel staat hij op de derde plaats. 

### Grandslamfinales
Djokovic heeft 24 grandslamtoernooien gewonnen
- Wit: Australian Open
- Donkerroze: Roland Garros
- Lichtgroen: Wimbledon
- Blauw-magenta: US Open

| Nr.              | Datum             | Toernooi             | Ondergrond | Tegenstander          | Score                              |         |
| ---------------- | ----------------- | -------------------- | ---------- | --------------------- | ---------------------------------- | ------- |
| Gewonnen finales |                   |                      |            |                       |                                    |         |
| 01.              | 27 januari 2008   | Australian Open      | Hardcourt  | Jo-Wilfried Tsonga    | 4-6, 6-4, 6-3, 7-6                 | details |
| 02.              | 30 januari 2011   | Australian Open (2)  | Hardcourt  | Andy Murray           | 6-4, 6-2, 6-3                      | details |
| 03.              | 3 juli 2011       | Wimbledon            | Gras       | Rafael Nadal          | 6-4, 6-1, 1-6, 6-3                 | details |
| 04.              | 12 september 2011 | US Open              | Hardcourt  | Rafael Nadal          | 6-2, 6-4, 6-7, 6-1                 | details |
| 05.              | 29 januari 2012   | Australian Open (3)  | Hardcourt  | Rafael Nadal          | 5-7, 6-4, 6-2, 6-7, 7-5            | details |
| 06.              | 27 januari 2013   | Australian Open (4)  | Hardcourt  | Andy Murray           | 6-7, 7-6, 6-3, 6-2                 | details |
| 07.              | 6 juli 2014       | Wimbledon (2)        | Gras       | Roger Federer         | 6-7, 6-4, 7-6, 5-7, 6-4            | details |
| 08.              | 1 februari 2015   | Australian Open (5)  | Hardcourt  | Andy Murray           | 7-6, 6-7, 6-3, 6-0                 | details |
| 09.              | 12 juli 2015      | Wimbledon (3)        | Gras       | Roger Federer         | 7-6, 6-7, 6-4, 6-3                 | details |
| 10.              | 13 september 2015 | US Open (2)          | Hardcourt  | Roger Federer         | 6-4, 5-7, 6-4, 6-4                 | details |
| 11.              | 31 januari 2016   | Australian Open (6)  | Hardcourt  | Andy Murray           | 6-1, 7-5, 7-6(3)                   | details |
| 12.              | 5 juni 2016       | Roland Garros        | Gravel     | Andy Murray           | 3-6, 6-1, 6-2, 6-4                 | details |
| 13.              | 15 juli 2018      | Wimbledon (4)        | Gras       | Kevin Anderson        | 6-2, 6-2, 7-6(3)                   | details |
| 14.              | 9 september 2018  | US Open (3)          | Hardcourt  | Juan Martín del Potro | 6-3, 7-6(4), 6-3                   | details |
| 15.              | 27 januari 2019   | Australian Open (7)  | Hardcourt  | Rafael Nadal          | 6-3, 6-2, 6-3                      | details |
| 16.              | 14 juli 2019      | Wimbledon (5)        | Gras       | Roger Federer         | 7-6(5), 1-6, 7-6(4), 4-6, 13-12(3) | details |
| 17.              | 2 februari 2020   | Australian Open (8)  | Hardcourt  | Dominic Thiem         | 6-4, 4-6, 2-6, 6-3, 6-4            | details |
| 18.              | 21 februari 2021  | Australian Open (9)  | Hardcourt  | Daniil Medvedev       | 7-5, 6-2, 6-2                      | details |
| 19.              | 13 juni 2021      | Roland Garros (2)    | Gravel     | Stéfanos Tsitsipás    | 6-7(6), 2-6, 6-3, 6-2, 6-4         | details |
| 20.              | 11 juli 2021      | Wimbledon (6)        | Gras       | Matteo Berrettini     | 6-7(4), 6-4, 6-4, 6-3              | details |
| 21.              | 10 juli 2022      | Wimbledon (7)        | Gras       | Nick Kyrgios          | 4-6, 6-3, 6-4, 7-6(3)              | details |
| 22.              | 29 januari 2023   | Australian Open (10) | Hardcourt  | Stéfanos Tsitsipás    | 6-3, 7–6(4), 7–6(5)                | details |
| 23.              | 11 juni 2023      | Roland Garros (3)    | Gravel     | Casper Ruud           | 7-6(1), 6-3, 7-5                   | details |
| 24.              | 10 september 2023 | US Open (4)          | Hardcourt  | Daniil Medvedev       | 6-3, 7-6 (5), 6-3                  | details |
| Verloren finales |                   |                      |            |                       |                                    |         |
| 01.              | 9 september 2007  | US Open              | Hardcourt  | Roger Federer         | 6-7, 6-7, 4-6                      | details |
| 02.              | 13 september 2010 | US Open (2)          | Hardcourt  | Rafael Nadal          | 4-6, 7-5, 4-6, 2-6                 | details |
| 03.              | 11 juni 2012      | Roland Garros        | Gravel     | Rafael Nadal          | 4-6, 3-6, 6-2, 5-7                 | details |
| 04.              | 10 september 2012 | US Open (3)          | Hardcourt  | Andy Murray           | 6-7, 5-7, 6-2, 6-3, 2-6            | details |
| 05.              | 7 juli 2013       | Wimbledon            | Gras       | Andy Murray           | 4-6, 5-7, 4-6                      | details |
| 06.              | 9 september 2013  | US Open (4)          | Hardcourt  | Rafael Nadal          | 2-6, 6-3, 4-6, 1-6                 | details |
| 07.              | 8 juni 2014       | Roland Garros (2)    | Gravel     | Rafael Nadal          | 6-3, 5-7, 2-6, 4-6                 | details |
| 08.              | 7 juni 2015       | Roland Garros (3)    | Gravel     | Stanislas Wawrinka    | 6-4, 4-6, 3-6, 4-6                 | details |
| 09.              | 11 september 2016 | US Open (5)          | Hardcourt  | Stanislas Wawrinka    | 7-6 (1), 4-6, 5-7, 3-6             | details |
| 10.              | 11 oktober 2020   | Roland Garros (4)    | Gravel     | Rafael Nadal          | 0-6, 2-6, 5-7                      | details |
| 11.              | 12 september 2021 | US Open (6)          | Hardcourt  | Daniil Medvedev       | 4-6, 4-6, 4-6                      | details |
| 12.              | 16 juli 2023      | Wimbledon (2)        | Gras       | Carlos Alcaraz        | 6-1, 6-7 (6), 1-6, 6-3, 4-6        | details |
| 13.              | 14 juli 2024      | Wimbledon (3)        | Gras       | Carlos Alcaraz        | 2-6, 2-6, 6-7 (4)                  | details |

## Resultaten grote toernooien
| Legenda | Legenda                          |
| ------- | -------------------------------- |
| g.t.    | geen toernooi gehouden           |
| l.c.    | lagere categorie                 |
| –       | niet deelgenomen                 |
| G       | uitgeschakeld in de groepsfase   |
| 1R      | uitgeschakeld in de eerste ronde |
| 2R      | uitgeschakeld in de tweede ronde |
| 3R      | uitgeschakeld in de derde ronde  |
| 4R      | uitgeschakeld in de vierde ronde |
| KF      | uitgeschakeld in de kwartfinale  |
| HF      | uitgeschakeld in de halve finale |
| F       | de finale verloren               |
| W       | het toernooi gewonnen            |
| w-v     | winst/verlies-balans             |

### Enkelspel
| Grand Slam            |      |      |      |      |      |      |      |    |      |      |      |    |      |      |      |      |      |      |      |    |      |      |
| Australian Open       | 1R   | 1R   | 4R   | W    | KF   | KF   | W    | W  | W    | KF   | W    | W  | 2R   | 4R   | W    | W    | W    | –    | W    | HF | HF   |      |
| Roland Garros         | 2R   | KF   | HF   | HF   | 3R   | KF   | HF   | F  | HF   | F    | F    | W  | KF   | KF   | HF   | F    | W    | KF   | W    | KF | HF   |      |
| Wimbledon             | 3R   | 4R   | HF   | 2R   | KF   | HF   | W    | HF | F    | W    | W    | 3R | KF   | W    | W    | g.t. | W    | W    | F    | F  | HF   |      |
| US Open               | 3R   | 3R   | F    | HF   | HF   | F    | W    | F  | F    | HF   | W    | F  | –    | W    | 4R   | 4R   | F    | –    | W    | 3R |      |      |
| ATP Finals            |      |      |      |      |      |      |      |    |      |      |      |    |      |      |      |      |      |      |      |    |      |      |
| ATP Finals            | –    | –    | G    | W    | G    | HF   | G    | W  | W    | W    | W    | F  | –    | F    | G    | HF   | HF   | W    | W    | –  |      |      |
| ATP Tour Masters 1000 |      |      |      |      |      |      |      |    |      |      |      |    |      |      |      |      |      |      |      |    |      |      |
| Indian Wells          | –    | 1R   | F    | W    | KF   | 4R   | W    | HF | HF   | W    | W    | W  | 4R   | 2R   | 3R   | g.t. | –    | –    | –    | 3R | 2R   |      |
| Miami                 | –    | 2R   | W    | 2R   | F    | 2R   | W    | W  | 4R   | W    | W    | W  | –    | 2R   | 4R   | g.t. | –    | –    | –    | –  | F    |      |
| Monte Carlo           | –    | 1R   | 3R   | HF   | F    | HF   | –    | F  | W    | HF   | W    | 2R | KF   | 3R   | KF   | g.t. | 3R   | 2R   | 3R   | HF | 2R   |      |
| Madrid                | l.c. | l.c. | l.c. | l.c. | HF   | –    | W    | KF | 2R   | –    | –    | W  | HF   | 2R   | W    | g.t. | –    | HF   | –    | –  | 2R   |      |
| Rome                  | –    | –    | KF   | W    | F    | KF   | W    | F  | KF   | W    | W    | F  | F    | HF   | F    | W    | F    | W    | KF   | 3R | –    |      |
| Montréal/Toronto      | –    | –    | W    | KF   | KF   | HF   | W    | W  | HF   | 3R   | F    | W  | –    | 3R   | –    | g.t. | –    | –    | –    | –  |      |      |
| Cincinnati            | 1R   | 2R   | 2R   | F    | F    | KF   | F    | F  | KF   | 3R   | F    | –  | –    | W    | HF   | W    | –    | –    | W    | –  |      |      |
| Shanghai              | l.c. | l.c. | l.c. | l.c. | HF   | HF   | –    | W  | W    | HF   | W    | HF | –    | W    | KF   | g.t. | g.t. | g.t. | –    | F  |      |      |
| Parijs                | 3R   | 2R   | 2R   | 3R   | W    | 3R   | KF   | 2R | W    | W    | W    | KF | –    | F    | W    | –    | W    | F    | W    | –  |      |      |
| Olympische Spelen     |      |      |      |      |      |      |      |    |      |      |      |    |      |      |      |      |      |      |      |    |      |      |
| Olympisch             | g.t. | g.t. | g.t. | HF   | g.t. | g.t. | g.t. | HF | g.t. | g.t. | g.t. | 1R | g.t. | g.t. | g.t. | g.t. | HF   | g.t. | g.t. | W  | g.t. | g.t. |
| Statistieken          |      |      |      |      |      |      |      |    |      |      |      |    |      |      |      |      |      |      |      |    |      |      |
| titels per jaar       | 0    | 2    | 5    | 4    | 5    | 2    | 10   | 6  | 7    | 7    | 11   | 7  | 2    | 4    | 5    | 4    | 5    | 5    | 7    | 1  |      |      |
| eindejaarsranking     | 78   | 16   | 3    | 3    | 3    | 3    | 1    | 1  | 2    | 1    | 1    | 2  | 12   | 1    | 2    | 1    | 1    | 6    | 1    | 7  |      |      |

### Mannendubbelspel
| Toernooi              | 2005 | 2006 | 2007 | 2008 | 2009 | 2010 | 2011 | 2012 | 2013 | 2014 | 2015 | 2016 | 2017 | 2018 | 2019 | 2020 | 2021 | 2022 | 2023 |
| --------------------- | ---- | ---- | ---- | ---- | ---- | ---- | ---- | ---- | ---- | ---- | ---- | ---- | ---- | ---- | ---- | ---- | ---- | ---- | ---- |
| Grand Slam            |      |      |      |      |      |      |      |      |      |      |      |      |      |      |      |      |      |      |      |
| Australian Open       | –    | 1R   | 1R   | –    | –    | –    | –    | –    | –    | –    | –    | –    | –    | –    | –    | –    | –    | –    | –    |
| Roland Garros         | –    | 1R   | –    | –    | –    | –    | –    | –    | –    | –    | –    | –    | –    | –    | –    | –    | –    | –    | –    |
| Wimbledon             | –    | 2R   | –    | –    | –    | –    | –    | –    | –    | –    | –    | –    | –    | –    | –    | g.t. | –    | –    | –    |
| US Open               | –    | 1R   | –    | –    | –    | –    | –    | –    | –    | –    | –    | –    | –    | –    | –    | –    | –    | –    | –    |
| ATP Tour Masters 1000 |      |      |      |      |      |      |      |      |      |      |      |      |      |      |      |      |      |      |      |
| Indian Wells          | –    | –    | 1R   | –    | –    | –    | KF   | 1R   | –    | 1R   | –    | –    | KF   | –    | HF   | g.t. | –    | –    | –    |
| Miami                 | –    | –    | –    | –    | –    | –    | 1R   | –    | –    | –    | 1R   | –    | –    | –    | –    | g.t. | –    | –    | –    |
| Monte Carlo           | –    | –    | 1R   | 2R   | HF   | 2R   | –    | –    | –    | –    | –    | –    | 2R   | –    | 1R   | g.t. | –    | –    | –    |
| Madrid                | l.c. | l.c. | l.c. | l.c. | l.c. | KF   | –    | –    | –    | –    | –    | –    | –    | –    | –    | g.t. | –    | –    | –    |
| Rome                  | –    | –    | –    | –    | –    | –    | –    | –    | –    | –    | –    | –    | –    | –    | –    | –    | –    | –    | –    |
| Montréal/Toronto      | –    | –    | 2R   | –    | 1R   | 1R   | 2R   | –    | –    | 2R   | HF   | 1R   | –    | KF   | –    | g.t. | –    | –    | –    |
| Cincinnati            | –    | 1R   | KF   | –    | –    | –    | –    | –    | –    | –    | –    | –    | –    | –    | 1R   | –    | –    | –    | 1R   |
| Shanghai              | l.c. | l.c. | l.c. | l.c. | l.c. | –    | 2R   | –    | –    | –    | –    | –    | –    | –    | 2R   | g.t. | g.t. | –    | –    |
| Parijs                | –    | –    | 1R   | –    | –    | –    | –    | –    | –    | –    | –    | 1R   | –    | –    | –    | –    | 2R   | –    | 2R   |
| Olympische Spelen     |      |      |      |      |      |      |      |      |      |      |      |      |      |      |      |      |      |      |      |
| Olympisch             | g.t. | g.t. | g.t. | 1R   | g.t. | g.t. | g.t. | 1R   | g.t. | g.t. | g.t. | 2R   | g.t. | g.t. | g.t. | g.t. | –    | g.t. | g.t. |
| Statistieken          |      |      |      |      |      |      |      |      |      |      |      |      |      |      |      |      |      |      |      |
| titels per jaar       | 0    | 0    | 0    | 0    | 0    | 1    | 0    | 0    | 0    | 0    | 0    | 0    | 0    | 0    | 0    | 0    | 0    | 0    | 0    |
| eindejaarsranking     | 688  | 300  | 143  | 579  | 114  | 163  | 240  | —    | 572  | 573  | 125  | —    | 234  | 268  | 139  | 158  | 255  | —    | —    |